# James W. Mott
James Wheaton Mott, född 12 november 1883 i Clearfield County i Pennsylvania, död 12 november 1945 i Bethesda i Maryland, var en amerikansk politiker (republikan). Han var ledamot av USA:s representanthus från 1933 fram till sin död.
Mott efterträdde 1933 Willis C. Hawley som kongressledamot. År 1945 avled han i ämbetet och efterträddes 1946 av A. Walter Norblad. Motts grav är i Salem i Oregon.